# Oculus Rift
Oculus Rift是一個虛擬實境頭戴式顯示器，由Oculus VR所開發。Rift最初於Kickstarter集資。在此期間，Oculus VR（當時還是一家獨立的公司）為Rift的開發籌到了240萬美元的經費。
Rift於2016年3月28日推出，成為第一個消費者取向的虛擬實境頭套。Oculus稱Rift為「第一款真正專業的PC用VR頭套」。Rift的解析度為每眼 1080x1200，更新率為90Hz，且具有寬廣的視野。Rift有著整合的耳機，可提供空間化音效。Rift具6個自由度的旋轉與位置追縱技術。位置追縱是由一獨立的追縱單元所實現，一般放於使用者的桌子，且包含於每個Rift之內。此一系統讓人在使用Rift時，可以坐著、站立或在同一房間內走動。
Rift自從於Kickstarter集資以來，已開發過許多款原型機，其中有5款向大眾展示。其中兩款原型機作為「開發工具包」的一部分公開販售，DK1於2012年底，DK2於2014年中，讓開發人員有機會趕在Rift發行之前開發其內容。不過，這兩款原型機也被賣給了許多想要早點嘗試到此一技術的同好。
於2016年6月左右，大多數的遊戲從「支援 HTC Vive、Oculus」變成「Oculus 獨家」，這種大規模的壟斷收購舉動造成多數人的反感，甚至在 Reddit 上議論紛紛，也導致幾個遊戲（如 Superhot），從原本的「大受好評」降至「褒貶不一」，普遍都是因為 Oculus 的壟斷舉動所造成。

## 歷史
在「必為所見」（Meant to be Seen）3D論壇上，Oculus的創辦人帕爾默·拉奇展示出製造一款新型頭戴式顯示器的想法，比當時在市場上的更有效率，且讓遊戲玩家也能負擔得起。
巧合的是，約翰·卡馬克已在自行研究，且碰巧看到了拉奇的展示。在取到初期的原型機之後，卡馬克讚賞拉奇的方法，並於2012年E3之前，id Software宣布《毀滅戰士3：BFG版》將來的更新版本會與頭戴式顯示器相容。在大會裡，卡馬克推出了一款以拉奇的Oculus Rift原型機為基礎的頭戴式顯示器，可執行卡馬克的軟體。該裝置具有高速的慣性測量單元（IMU）及5.6吋（14公分）的液晶顯示器，透過定位於兩眼上的雙鏡頭，可提供90度水平與110度垂直立體三維透視圖。

### DK1

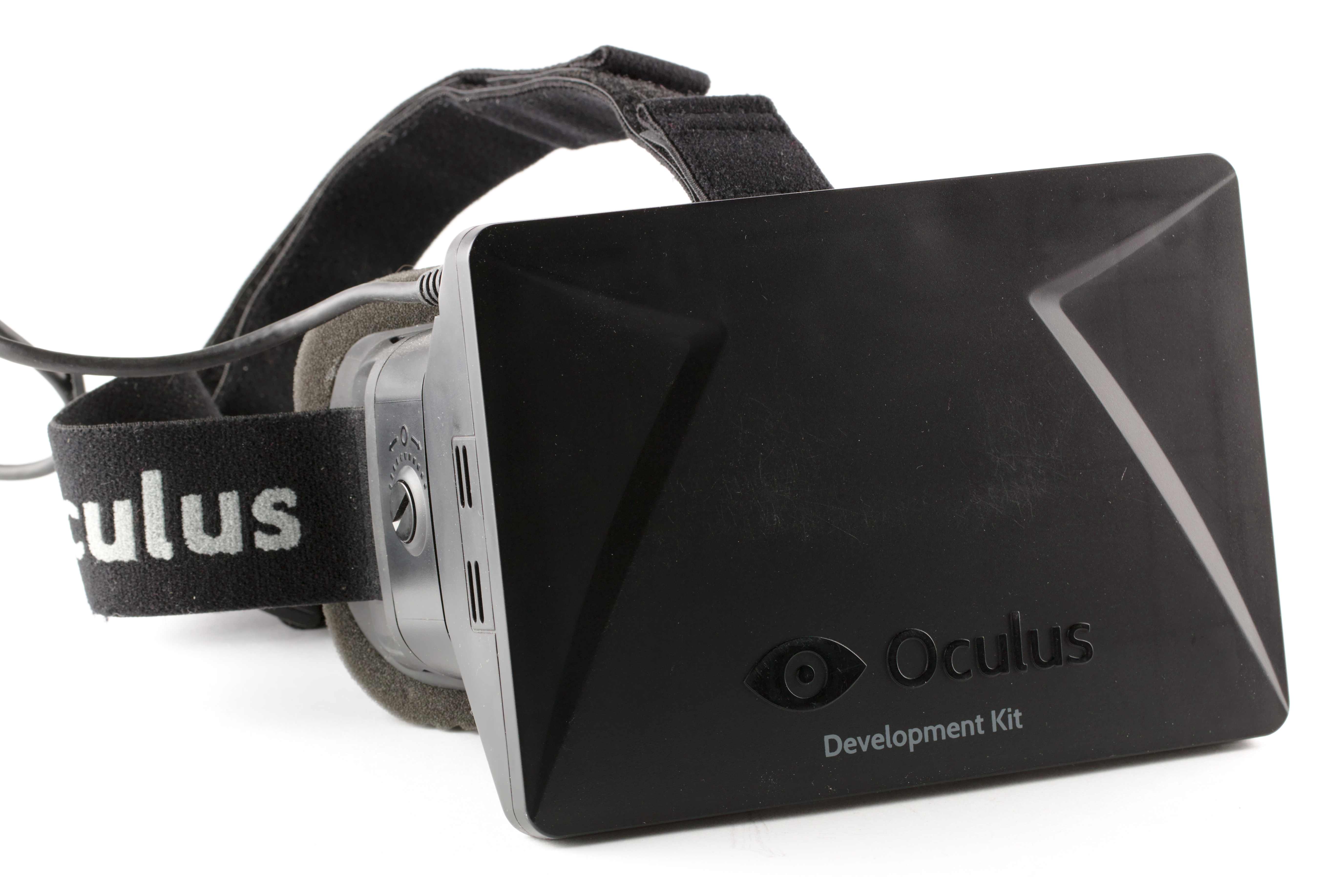
开发工具包 DK1

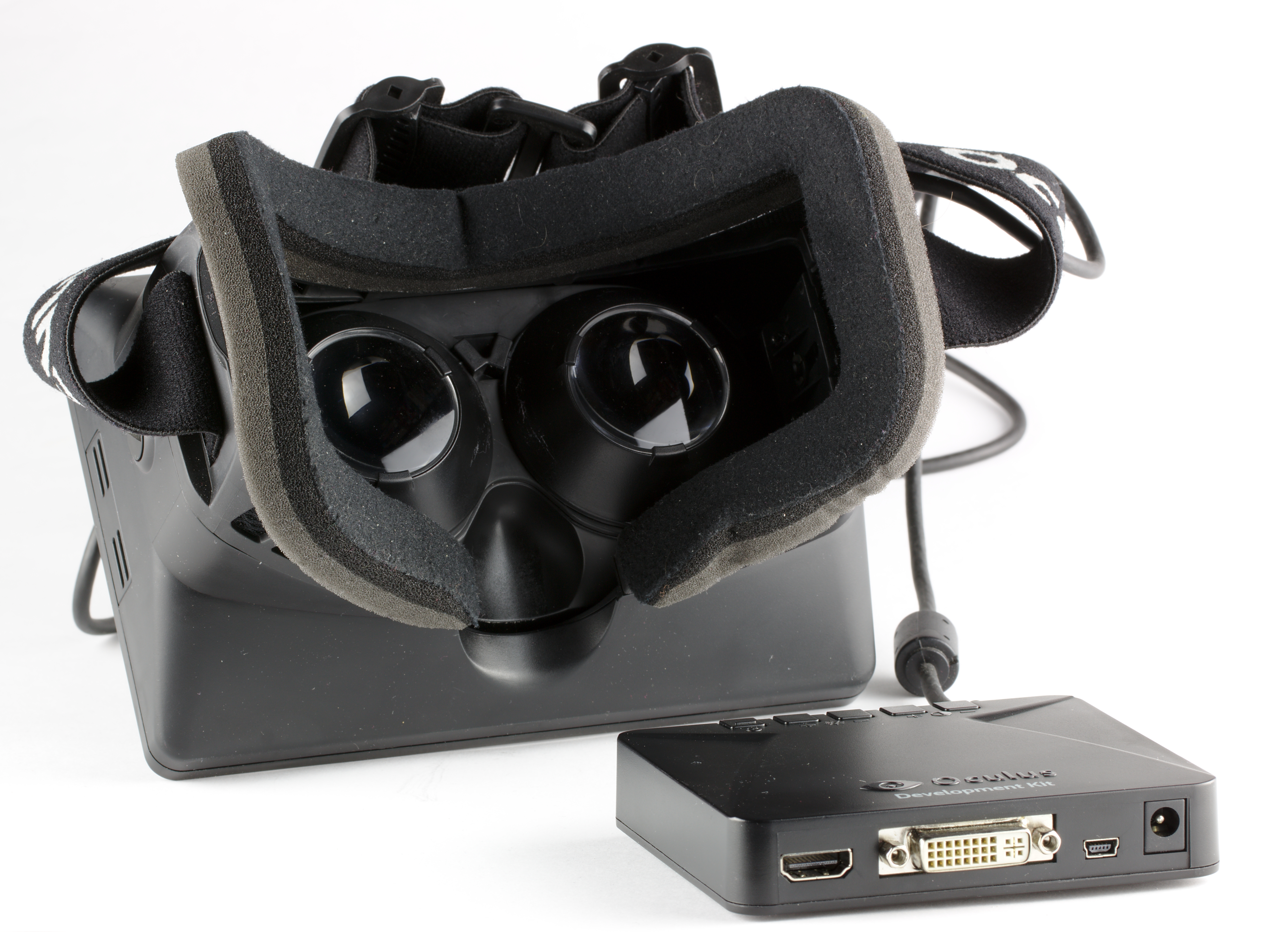
后视图和控制盒

成立公司後兩個月，拉奇的Oculus VR於Kickstarter為其虛擬實鏡頭套（取名為Rift）發起群眾募資活動。捐款者可以得到最初版的Oculus Rift原型機，供開發人員將該裝置整合入其遊戲之中。該原型機現在被稱為DK1（開發工具包1）。DK1一開始作為Kickstarter上贊助300美元以上的回饋，並於稍晚在其網站上以300美元的價格公開販售。這些裝置在第一次以每分鐘4~5臺的速率出售，直到一個禮拜後才漸漸減緩。
Rift DK1採用7吋（18公分）螢幕，有著比原本的原型機低上許多的像素切換時間，能在快速轉頭時，減少延遲與動態模糊。像素填充率也變得更好，減少紗門效應，使每個像素變得較不明顯。LCD更亮了，且色深為每一像素24位元組。
7吋螢幕還使得立體3D不再100%重疊，左眼能看到左側的其他區域，右眼也能看到右側的其他區域。視野超過90度水平角（110度垂直角），比其他公司VR裝置的視野大兩倍以上。解析度為 1280x800（長寬比為16:10），每眼為 640x800（長寬比為4:5）。不過，因為Rift並不100%重疊，所以合併後的水平解析度會大於640。雙眼所見之影像顯示於面版上為畸變的圖像，該圖像會透過頭套內的透鏡產生的枕狀效應，於雙眼形成球面映射之圖像。
最初的原型機使用Hillcrest Labs的三自由度頭部追縱器，每秒會掃描125次，約翰·卡馬克要求的特殊靭體則使其能每秒掃描250次。追縱延遲對虛擬實境於反應時間上的真實性至關重要。最新版本的鄰近現實追縱器（Adjacent Reality Tracker）每秒可掃描1000次，有著比其他大多數的追縱器都低上許多的追縱延遲。該裝置結合了3軸陀螺儀、加速規與磁力儀，使其能絕對（相對於地球）定向追縱頭部，不會產生漂移。
DK1還包括了可更換鏡頭，允許簡單的屈光矯正。
Rift DK1的完整資源於2014年9月推出給大眾，包括此一裝置的靭體、原理圖與機械性能。靭體是以簡化的BSD授權條款發布，原理圖與機械性能則能是創用CC署名4.0國際授權的方式發布。

### HD原型機
2013年6月，使用了1080p液晶面版的Rift原型機於E3上公開展示。此一裝置比DK1的像素數量高出2倍，顯著減少了紗門效應，並讓虛擬世界中的物件變得更為清晰，特別是在長距離之下。貧瘠的解析度一直是DK1被批評的主要因素。
HD原型機是唯一一款展示給大眾，但沒有成為公開之開發工具包的Rift原型機。

### 水晶灣原型機
2014年1月，更新後的原型機代號為「水晶灣」（Crystal Cove），於消費電子展上首次亮相，使用特殊的低反應時間OLED顯示螢幕，以及使用外部攝影機追縱位於頭套上的紅外線點之新型運動追縱系統。此一新型運動追縱系統讓系統能偵測彎腰或蹲下等動作，聲稱可幫助使用者減輕暈眩感。

### DK2

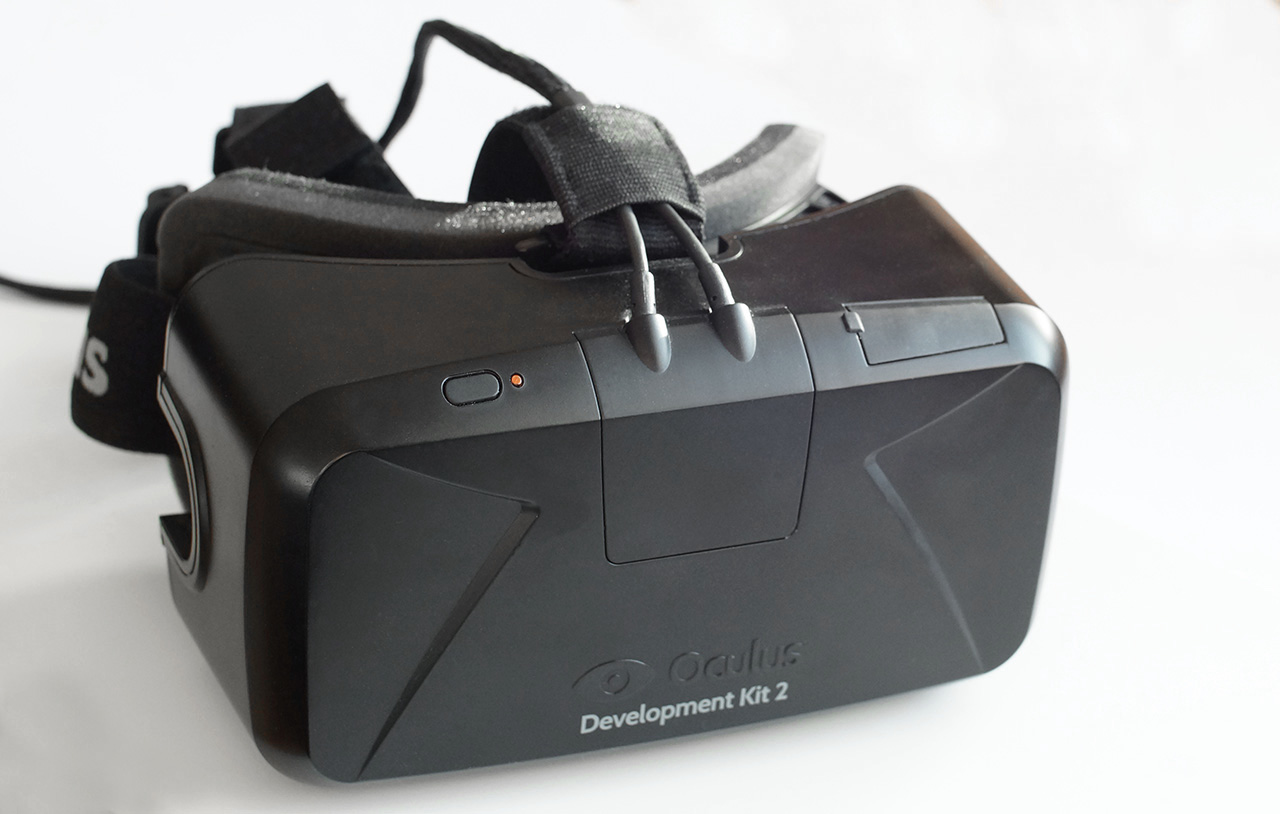
DK2

2014年3月於遊戲開發者大會（GDC）上，Oculus公布了即將上市的開發工具包第2代（DK2），並於2014年7月販售。此一裝置就水晶灣原型機作了一些微調，對DK1改善了數項關鍵的功能，如更高解析度（每眼960x1080）且低反應時間的OLED顯示器、高更新率、位置追縱、可拆卸的連接線，以及不再需要外部的控制盒。
拆開DK2後顯示，該裝置將改良後的三星Galaxy Note 3智慧型手機顯示器，裝在其前面板上。
2015年2月，Oculus宣布已出售超過10萬臺DK2。

### 月牙灣原型機
2014年9月，在洛杉磯的Oculus Connect大會上，Oculus再度展示Rift的更新版本，代號為「月牙灣」（Crescent Bay）。該版本具有比DK2更高的解析度與更輕的重量，內建音效，且因為頭套背部新增追縱LED燈，可實現360度追縱。Oculus還推出了軟體函式庫RealSpace3D，期望能提供給Rift頭部相關傳輸函數（HRTF）及混響（reverb）等演算法。在2015年西南偏南名為《探索虛擬實境的未來》的工作小組裡，首次公布該原型機使用了兩個螢幕，而非之前所認為的一個。

### 消費者版本
2015年5月6日，Oculus VR宣布Rift消費者版本將於2016年第一季推出，並於2015年底開始接受預訂。
2016年1月6日，Oculus VR宣布Rift消費者版本開始接受預定，售價為599美元，並在同年3月28日開始首批出貨。

此一消費者版本是月牙灣原型機的改良版，各眼的顯示器更新率達90Hz，比DK2有更高的解析度，360度位置追縱、整合音效、大幅提升位置追縱容量，並著重於面對消費者的人體工學與美學。

### 下一個版本
2015年6月，Oculus透露，由為VR產業的快速創新，該公司打算在推出消費者版本後兩年推出下一個版本，並已在作業中???
。

## 硬體

### Rift
Rift必須使用連接線接上運行Microsoft Windows的個人電腦，並執行特定軟體才是運作（該裝置並非一個獨立的設備）。電腦必須配備相當於NVIDIA GTX 970或AMD 290等級的強力顯示卡，以及相當於Intel i5-4590等級的CPU。
Rift雙眼各使用一片OLED面版，每片具有1080x1200解析率。這些面版的更新率達90Hz，且為全局刷新，而非隨線掃描。這些面版亦具有低反應時間，意指可以每幀2毫秒的速率顯示圖像。結合了高更新率、全部更新與低反應時間等性質，能讓使用者不會感受到一般顯示器上所會有的動態模糊或顫動等不好的體驗。
Rift採用高品質的透鏡，以允許寬廣的視野。透鏡間的距離可由裝置底部的轉盤調整，以便適應各類瞳孔間距。相同副透鏡可適用於所有使用者，但有多種臉面介面，讓使用者的眼睛可被定位在不同的距離。Rift還允許使用者配戴眼鏡，並適用於不同臉部形狀的使用者。
耳機整合於Rift內，以提供實時空間化立體音效。這是由Visisonics公司開發出的RealSpace 3D Audio技術。
Rift具有6個自由度的完整旋轉與位置追縱功能，由Oculus的星追縱系統所實現，極為精確、低延遲，且可準確到亞毫米等級。

### 星座追縱系統
Oculus的位置追縱系統，用來追縱使用者頭部與其他VR設備的位置，被稱為「星座」（Constellation），具有一部可光學追縱VR設備的外部紅外線攝影機。
Rift或任何其他被此系統追縱的設備，都在其表面之上或之下配有一系統可精確定位的紅外線LED燈，以特定模式閃爍著。透過知道物件上LED燈的位置與其模式，系統可以亞毫米的準確度精確定位各裝置的位置。
星座可使用單一個追縱攝影機或同時使用多個追縱攝影機。Rift的套件中已包含一個追縱攝影機，使用者可單獨購買其他攝影機，並放置在房間裡，以獲得更高的追縱容量，包括整個房間的容量。
Oculus將允許第三方公司製造可被系統追縱的設備，並提供應用程式介面（API）給第三方公司使用。

### 遊戲手把
因為與微軟結盟，每個出售的Rift都將會包含一個Xbox One無線遊戲手把。據Oculus所述，包含該手把的原因在於，大多數對Rift開發的遊戲都需要一個遊戲手把，且不能使用Oculus Touch之類的運動控制器，因此這能讓所以使用者都可能玩這些遊戲。

### Oculus Touch
Oculus亦推出了一副用於Rift的控制器，稱為Oculus Touch。該控制器會以成對的方式販賣，左右手各一隻。該控制器為重量輕、無線、以手持的運動控制器，具備搖桿、按鈕及兩個板機（一個用來抓取，一個用來射擊）。該控制器可被星座追縱系統於3度空間內完全地追縱，讓使用者能在虛擬實境中看到相對應的物件出現在與現實世界中相對應之位置上，賦予使用者他們的手出現在虛擬空間裡的感受。
Oculus Touch亦具有全新的系統，可在使用者手持該控制器時，感測到手指的姿勢。這讓使用者可以在虛擬實境裡執行翹起大拇指或指向某個物件或其他使用者等動作。
Oculus Touch會包含於Rift之內，现已推出。

## 軟體

### Oculus Home
當使用者戴上Rift，內部接近感受器感測到，且沒有其他內容正被輸出至頭套時，他們會被帶到「Oculus Home」。這是Rift的預設環境，讓使用者可以開啟他們所擁有的VR應用程式、觀看是否有正在使用Rift的朋友，以及在Oculus Home商店購買虛擬實境內容，全都不需要脫下頭套。
Oculus Home將被規劃成只允許能在推薦硬體上順利運行的應用程式，並會讓使用者為其體驗（如會導致暈眩或驚嚇）評分，不過開發人員不一定只能在Oculus Home上發布其用於Rift的內容，這完全是可選的。
Oculus Home的一個重要功能在於，讓使用者在購買應用程式時，可以在VR環境下預覽該應用程式，而不僅能觀看二維的商店網頁。

### 執行期服務/驅動程式
Rift在使用者的作業系統中不會被視為一般的顯示器。相對地，Oculus使用客製化的驅動程式與執行期服務，讓應用程式能直接輸出至Rift，繞過作業系統，以擁有高更新率與低延遲。
使用者必須先在個人電腦上安裝Oculus的執行期服務與驅動程式，才能使用Rift。執行期服務會協助立體分離、透鏡光學畸變，以及為提供高品質的VR體驗所需之先進渲染與驅動技術。

### SDK
用於Rift的內容可使用Oculus PC SDK來開發，該軟體開發套件可支援Microsoft Windows（對OSX及Linux的支援計畫於將來提供），為一免費專有軟體。該軟體開發套件可為開發人員處理內容於虛擬實境頭套內呈現的各項細節，如光學畸變與先進渲染技術等。
Oculus SDK已直接整合入流行的遊戲引擎（如Unity 5、Unreal Engine 4及Cryengine）之中，讓非虛擬實境內容的開發人員編寫出幾乎沒有非VR相關程式碼的內容。
Rift是個開放平臺，因此開發人員不需要任何批准或驗證，即可開發、發布或販售用於Rift的內容，且不須支付任何授權費用。不過，該軟體開發套件不可未經允許，修改或使用於其他用途上。
使用DK2開發的內容也將能相容於Rift之上，但使用DK1開發的內容則必須升級至最新的SDK版本，才能相容。

## 應用

### 遊戲
Oculus表示，Rift主要是款遊戲裝置，且他們的主要核心也將是遊戲。
既有第一人稱或固定視角的遊戲可經過一些程式修正後，移植到VR上，但Oculus表示，最好的虛擬實鏡遊戲將是那些從一開始即設定為Rift之用的遊戲。
許多被評為AAA的遊戲都已加入對Rift的支援（並可使用DK2來遊玩），包括賽車計劃、精英：危機四伏、歐洲卡車模擬2、Dirt Rally，以及輕率漠視重力、Ether One等獨立遊戲。玩家與愛好者也會修改一些知名的遊戲，使其能支援Rift，包括我的世界及微軟模擬飛行 X。
2015年6月，Crytek公布了一款虛擬實境遊戲《羅賓森：旅途》，為第一款由第三方開發商生產的AAA虛擬實境獨占遊戲。
2015年6月，Oculus公布了9款用於Rift的遊戲，包括CCP開發的《EVE：Valkyrie》及Insomniac Games開發的《Edge of Nowhere》。此外，Oculus還宣布該公司正與其他開發商合作，包括《最終幻想》的開發商Square Enix、《吉他英雄》的開發商Harmonix，以及《教團：1886》的開發商Ready at Dawn。
2015年7月，Oculus透露，該公司已資助20家以上的公司，製作Rift獨占的高品質遊戲，其中一個即是Insomniac的《Edge of Nowhere》。

### 非遊戲

#### 媒體
Oculus內含一個免費應用程式Oculus Cinema，讓Rift可以用來在虛擬電影院中觀看一般電影與影片，給予使用者在電影院觀看大螢幕的感受。此外，亦有多家第三方公司開發虛擬戲院應用程式，供多位使用者在虛擬空間內觀看同一部電影。
Rift還提供了觀看新類型之媒體的機會，這類媒體很難或根本不可能在一般的顯示器上觀看；如360度3D視訊，及「虛擬實境電影」。
環狀視訊（或稱360度視訊）僅能讓使用者轉動他們的頭部觀看，而Rift則開啟了立體環狀視訊（或稱360度3D視訊）的可能性。2014年9月，NextVR宣布該公司將使用價值20萬美元的攝影機，製造供Rift使用的360度3D內容，包括短片，以及運動賽事與演唱會等現場直播串流。2015年7月，Oculus宣布將與加拿大電影公司Felix & Paul Studios合作，製作Rift專用的360度3D視訊。
Rift還支援新型態的娛樂體驗，Oculus稱之為「虛擬實境電影」。Oculus已成立Oculus Story Studio，以為Rift開發此類型之內容。該工作室有許多來自皮克斯動畫工作室與光影魔幻工業等視覺特效公司的員工。Oculus Story Studio於2015年日舞影展中展示該工作室的第一部虛擬實境電影《Lost》，獲得與會者的正面評價。
該工作室打算在Rift推出的同時推出5部虛擬實境短片，包括《Lost》、《Bullfighter》、《Henry》、《Dear Angelica》與《Kabloom》。

#### 社交
Oculus認為，長期來看，社交應用程式將成變最受歡迎的虛擬實境體驗。許多供Rift使用的社交應用程式正在開發中，且預期會在此一產業中有激烈的競爭。
2015年5月，AltspaceVR推出了他們的社交VR平臺的公測，供DK2的使用者測試。AltsapceVR讓人們可以居住在共享的虛擬空間裡，使用立體語音通訊，在虛擬螢幕上撥放來自網際網路的內容，與物件互動（允許下棋或其他棋類遊戲等活動），並支援眼球追縱與身體追縱等外加硬體。
2013年，第二人生的創辦人Philip Rosedale離開了Linden實驗室，並創辦新的公司High Fidelity。該公司為Rift設計新的虛擬世界，將致力於將數以千計的使用者虛擬環境整合成一個一致的虛擬世界。
2015年5月，經營《第二人生》的Linden實驗室宣布，他們也在開發新的虛擬世界，代號為Project Sansar，專為Rift與三星Gear VR等虛擬實境頭套而設計。如同第二人生一般，Sansar將透過Linden的伺服器出租虛擬土地給其玩家，讓他們可以建造並販售虛擬物品與服務。Linden實驗室希望能於2016年底推出Sansar。

#### 工業/專業
除了消費使用外，Rift也吸引了工業界與專業領域對於提高生產力、視覺化及廣告方面的興趣。
一些建築公司已將Rift用在視覺化與設計方面的實驗。使用合適的軟體，Rift可讓建築師看到他們的建築物實際上將變成怎麼，並得到一些在傳統顯示器上無法瞭解的資訊。
2015年初，奧迪開始在在專賣店使用Rift DK2，以協助其客戶配置他們感興趣的車子，並觀看賽車時車子裡看到的景象。
挪威陸軍已開始利用Rift DK2進行實驗，以讓裝甲車輛駕駛員與指揮官能有最好的状态意识能力。

## 另見
- PlayStation VR，索尼的虛擬實境計劃
- HTC Vive
- 三星Gear VR
- Google Cardboard
- Virtual Boy
- Grounded Vindaloop

## 外部連結
- 官方网站
- Oculus Rift於Kickstarter